# Vickie Guerrero
Vickie Lynn Lara, vedova Guerrero (El Paso, 16 aprile 1968) è una manager di wrestling statunitense.
È principalmente ricordata per i suoi trascorsi tra il 2007 e il 2014 nella WWE, federazione in cui militò anche suo marito Eddie Guerrero. In WWE ha ricoperto il ruolo di General Manager sia di Raw che di SmackDown.

## Carriera

### World Wrestling Entertainment (2007–2014)

#### Relazione con Edge (2007–2009)

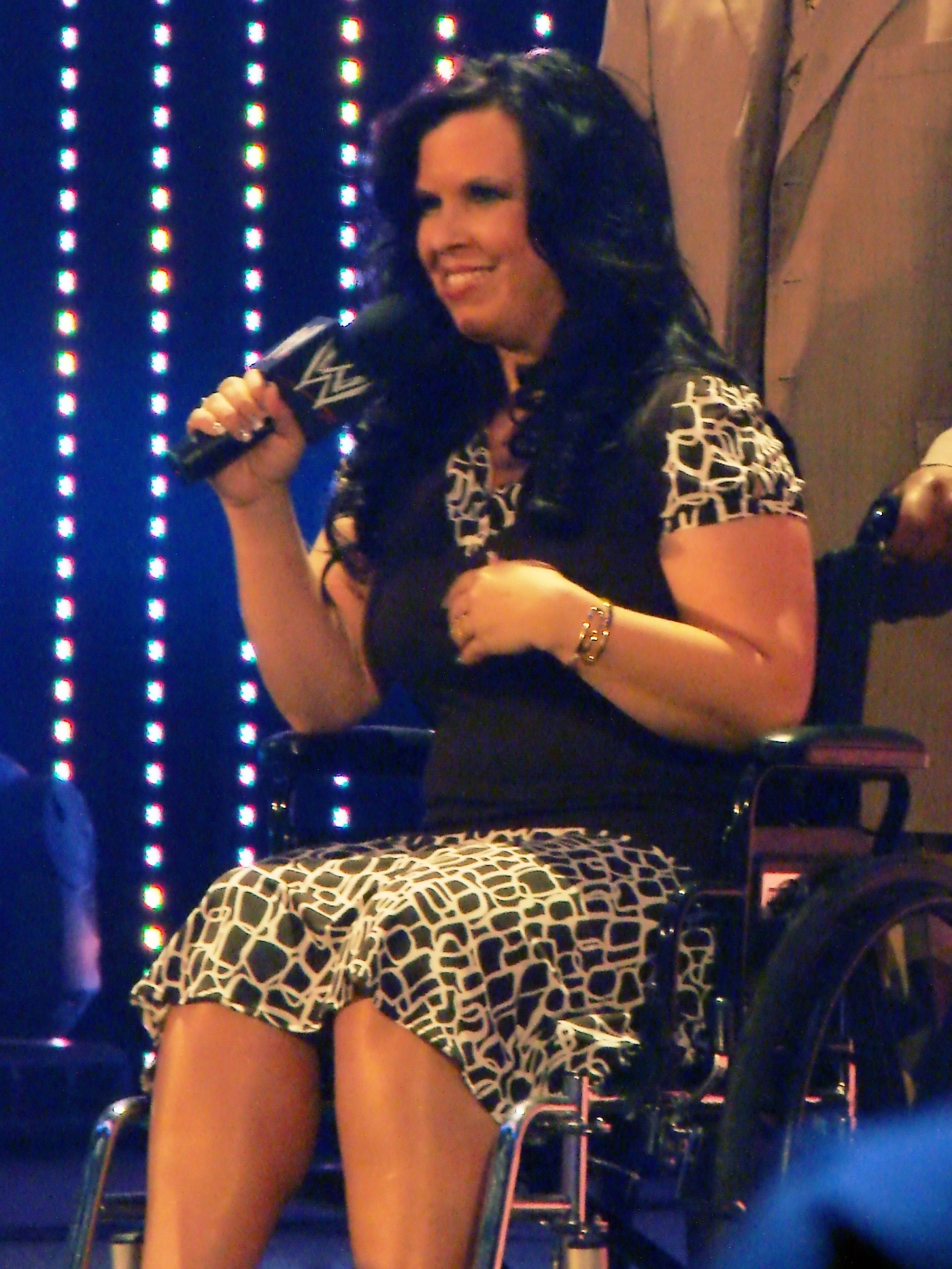
Vickie Guerrero nel 2008

Vickie iniziò la sua avventura in WWE fidanzandosi in segreto con Edge, che in seguito rivelò la loro storia in una puntata di WWE Raw. Grazie a lei Edge creò La Familia, una stable di cui facevano parte anche Chavo Guerrero, Bam Neely e Curt Hawkins accompagnato da Zack Ryder. Grazie a Vickie Edge diventò campione in diverse occasioni, perdendo la cintura e riconquistandola in poco tempo, grazie a continui interventi da parte della vedova di Eddie Guerrero. I due decisero di sposarsi, però, poco prima delle nozze, Triple H rivelò che il biondo canadese Edge la tradiva con una sua consulente, Alicia Fox.
Le cose tra i due si riappianarono a patto che Edge avesse affrontato The Undertaker a Summerslam, in un Hell in a Cell Match. Edge perse, e rimase lontano dagli schermi fino a quando vide Vickie organizzare un Triple Threat Match tra Jeff Hardy, Vladimir Kozlov e il campione Triple H. Quella sera Jeff venne colpito in albergo, rendendo impossibile la sua partecipazione al match. Vickie sostituì Hardy con Edge, che vincendo il match divenne il nuovo WWE Champion. Nelle settimane a seguire Vicky ed Edge vennero accusati di avere fregato Jeff Hardy ma i due smentiro incolpando il fratello Matt. Edge perse il titolo e confessò a Vickie di averla sposata solo per i soldi. In seguito intraprese un feud con Santino Marella, che si concluse con una di Vickie in un Hog Pen Match. Si ritirò momentaneamente dal wrestling per dedicarsi alla famiglia, per poi ritornare a SmackDown, dove presentò il suo nuovo fidanzato Eric Escobar (wrestler proveniente dalla Florida Championship Wrestling) che verrà lasciato a causa dei suoi continui insuccessi sportivi.

#### Manager delle Laycool (2009–2010)
A WrestleMania XXVI Alicia Fox, Vickie Guerrero, Maryse, Layla & Michelle McCool sconfiggono Eve Torres, Beth Phoenix, Kelly Kelly, Gail Kim & Mickie James. In seguito ha un feud con Phoenix e James, che, nell'episodio di SmackDown del 15/04/10, si erano alleate con l'obiettivo comune di annientare il trio composto dalla stessa Vicky, da Layla e dalla campionessa femminile, Michelle McCool. Il 10 maggio 2010 Vickie Guerrero viene nominata nuova General Manager di Raw ma a fine puntata lascia subito l'incarico per le minacce di Randy Orton.

#### Relazione con Dolph Ziggler (2010–2012)

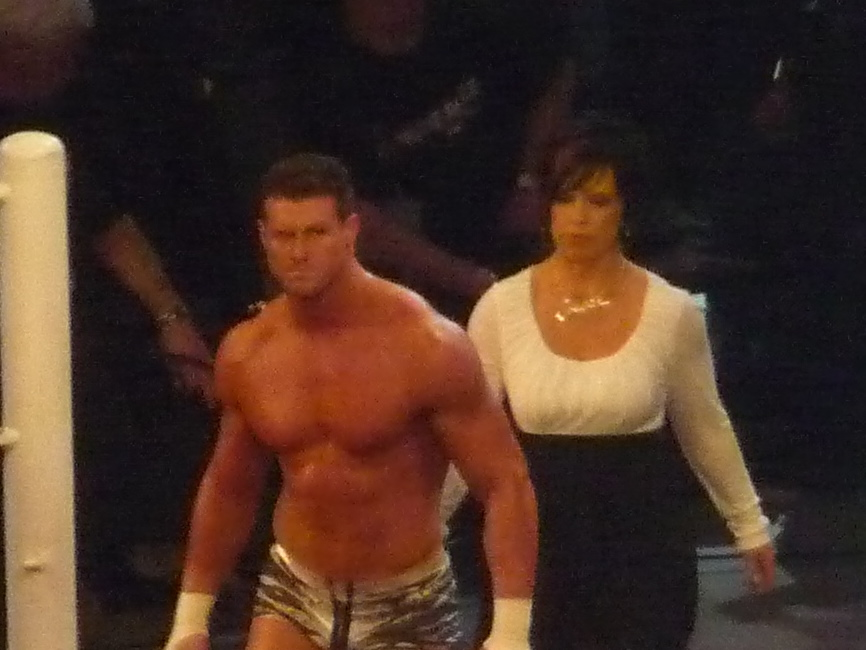
Vickie Guerrero (a destra) insieme a Dolph Ziggler nel 2011

Nel 2010 è stata consulente ufficiale dello show Smackdown ed è iniziata una relazione col wrestler Dolph Ziggler, che ha aiutato in diverse occasioni, riuscendo infine a fargli conquistare il titolo intercontinentale. Il 31/8/2010, nell'ultima puntata di NXT, si presenta dicendo che sarà una PRO, nel prossimo show (NXT) e la sua rookie sarà Aloisia, una diva alta 2.10 metri. Nel giro di qualche giorno ha licenziato la stessa rookie per problemi professionali, e pubblicizzando che al prossimo show WWE Superstars presenterà la nuova rookie che la sostituirà. Nella seconda puntata della terza stagione di WWE NXT ha presentato che la sua rookie è Kaitlyn. Nel giro di tre settimane, Vickie litiga per vari motivi con Kaitlyn e la sfida ad un match per la settimana seguente ad NXT: il match verrà vinto da Kaitlyn, grazie ad un rollup su Vickie stessa. Nella puntata di Smackdown dell'8/10/2010, durante il match valido per il titolo intercontinentale tra Dolph Ziggler e MVP, Vickie abbandona la scena lasciando Dolph da solo, ma subito dopo entra Kaitlyn e distraendo MVP, fa mantenere salda la corona a Dolph Ziggler. Mentre festeggiano, Dolph abbraccia Kaitlyn e in quel momento rientra Vickie, che appena li vede, se ne va grugnando. Per un paio di settimane Vickie e Dolph sono in litigio continuo. Da fine gennaio 2011 insieme a Dolph Ziggler è impegnata in una faida contro Edge il suo ex marito. Durante la puntata di Raw del 14/02/11 Vickie annuncia che il nuovo campione del mondo è il suo attuale fidanzato Dolph Ziggler. Nella puntata di Smackdown del 18/02 ritorna Teddy Long e riassume il suo ruolo di general manager licenziando Dolph Ziggler.
Nella puntata di Smackdown del 25/02 fa un incontro in coppia con Drew McIntyre contro Edge e Kelly Kelly con la stipulazione che se Vickie o Drew McIntyre venissero schienati, Vickie Guerrero viene licenziata. Edge esegue una Spear su Drew Mcintyre vincendo il match e quindi Vickie viene licenziata dalla WWE!Nella puntata di Raw dell'8/3/11 Vickie si presenta dicendo che dopo lunghe contrattazioni è riuscita a fere acquistare a Raw il suo fidanzato Dolph Ziggler che al suo match di debutto sconfigge John Morrison. A fine match arriva un'e-mail da parte del General Manager Anomnimo che afferma che Raw ha solo acquistato Dolph Ziggler e Vickie, essendo un elemento che porta sconpiglio dovrà guadagnarsi il suo posto: nella puntata del 14/3/11 Vickie dovrà cercare di sconfiggere niente di meno che Trish Stratus.
Nella puntata del 14/03/2011 vince la sfida contro Trish Stratus (grazie alle LayCool), e si aggiudica un contratto per restare nel roster di Raw.
A WWE Capitol Punishment aiuta Dolph Ziggler a vincere lo United States Champion per la prima volta contro Kofi Kingston.
Nella puntata del 1º agosto di RAW, fa perdere il suo fidanzato in un non-titled match contro Alex Riley tirando a quest'ultimo uno schiaffo, finendo per litigare con Dolph.
La settimana dopo aiuta Jack Swagger a vincere contro Riley, per dimostrare a Dolph Ziggler che vince solo chi lei decida che vinca, e subito dopo il match, l'All-American le consiglia di cambiare protetto. Nella puntata del 12 dicembre di RAW dedicata agli Slammy Award presenta insieme a Goldust il WWE A-Lister of the Year.A TLC Ziggler perde il suo titolo degli U.S.A. contro Zack Ryder. Nel PPV Royal Rumble 2012 lei e Jack Swagger sono banditi da bordo ring durante il match valido per il titolo WWE tra CM Punk e Dolph Ziggler.
A giugno, ha delle discussioni accese con AJ.

#### General Manager diRaw(2012–2013)

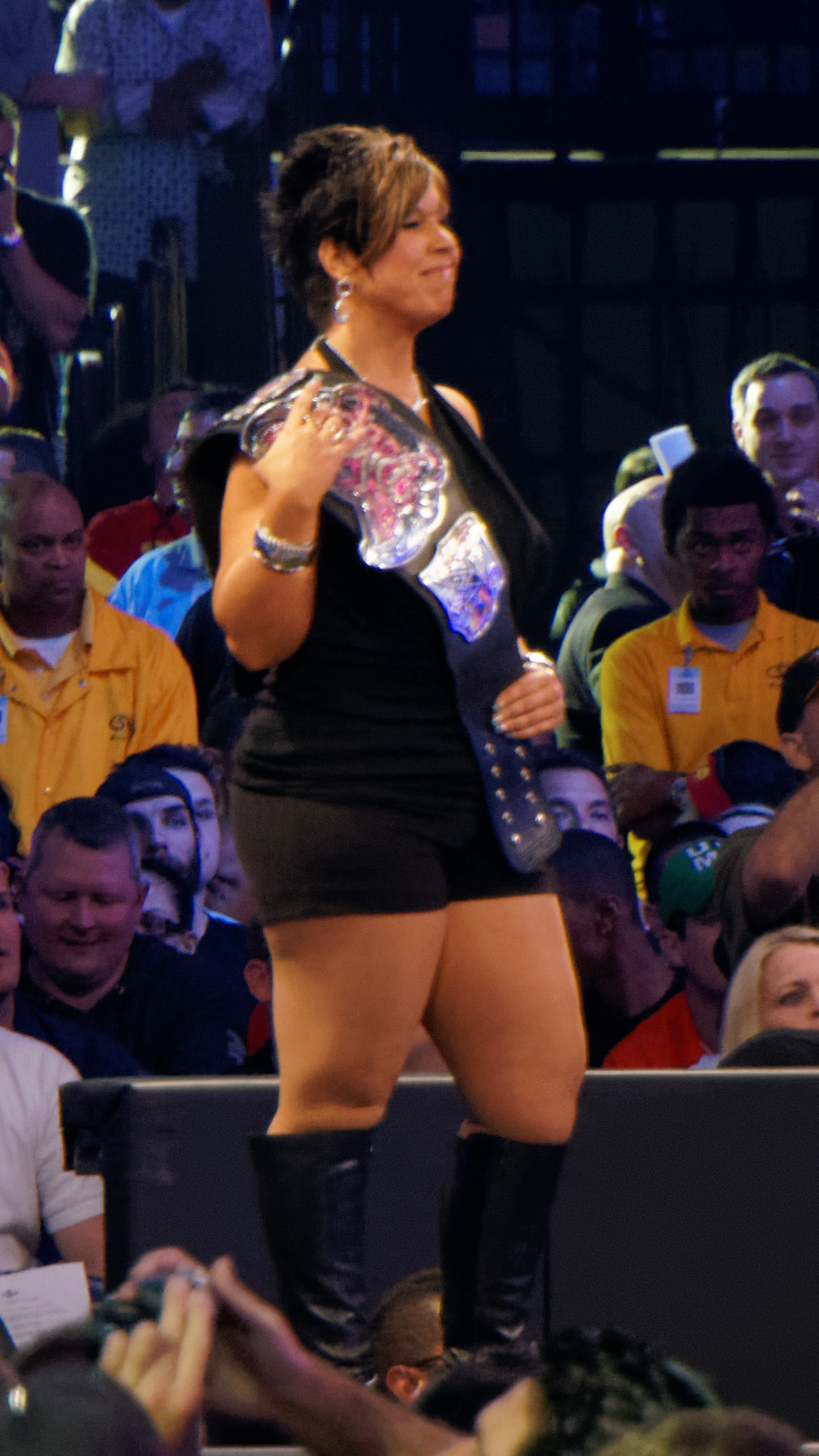
Vickie Guerrero nell'aprile del 2014

A seguito del licenziamento riportato da John Laurinaitis a No Way Out, la WWE metterà a disposizione di Raw e SmackDown un general manager che varierà a settimana, fino alla puntata numero 1000 dello Show rosso. Vickie, diventa GM per una settimana nella puntata del 25 e 29 giugno. Nella puntata di Raw del 25 giugno, prende alcune decisioni molto interessanti, come i partecipanti al prossimo Money in the Bank Ladder Match al medesimo PPV, un Triple Threat Match per SmackDown del 29 giugno con in palio il World Heavyweight Championship. Tutto ciò per far sì che Vickie venga confermata in questo incarico, visto che ci tiene moltissimo. Nella stessa puntata, partecipa ad una battle royal femminile in bikini, presentandosi come ultima partecipante a sorpresa e deliziando gli spettatori con uno spogliarello, ma viene eliminata per ultima da AJ, dove le due ultimamente hanno un conto in sospeso.
Nella puntata di Raw del 2 luglio fa coppia con l'amante Dolph Ziggler ma i due vengono sconfitti dal team composto da Sheamus ed AJ.
Sempre a Raw, il 22 ottobre, viene nominata supervisore dello show rosso, dopo la rimozione dall'incarico di GM della sua rivale AJ.
Tre giorni dopo ad NXT fa da accompagnatrice ad Heath Slater esattamente come con Ziggler, sancendo probabilmente un'alleanza anche con lui. Il 10 dicembre a Raw, lotta e vince contro AJ Lee, grazie all'aiuto dell'arbitro Brad Maddox. A TLC, prende a sediate John Cena durante il suo Ladder Match con Dolph Ziggler, ma viene fermata da AJ, anche se dopo si rivelerà dalla parte di Ziggler, facendo cadere Cena dalla scala, effettuando così un turn heel. Nella puntata del 17 dicembre per gli Slammy Award, Vickie premia la migliore Diva dell'anno, che sarà la sua rivale AJ, ad un certo punto le due arrivano, come sempre, quasi alla rissa, se non fosse stato per l'intervento di Dolph Ziggler, ma all'arrivo di quest'ultimo, AJ gli salta addosso e lo bacia, mandando su tutte le furie Vickie. A fine puntata Vickie fa coppia con John Cena contro AJ e Ziggler, ma il match finisce in un No Contest. L'8 luglio, dopo una valutazione del suo operato e ai voti negativi del pubblico, viene licenziata da Stephanie McMahon.

#### General Manager diSmackDown(2013–2014)
Durante la puntata di SmackDown del 19 luglio Vince McMahon nomina Vickie nuova GM dello show blu dopo aver valutato il lavoro di Theodore Long e Booker T.
Il 23 giugno 2014 viene di nuovo licenziata da Stephanie McMahon per incompetenza. In realtà, la Guerrero ha lasciato la federazione per dedicarsi ad altro.

### Apparizioni sporadiche (2014–2020)
Torna in WWE nell'episodio di Raw del 4 luglio 2016, annunciando le sue intenzioni di diventare il nuovo General Manager di SmackDown dopo il ritorno della Brand Extension il 19 luglio; tuttavia, è stata scortata fuori dall'arena da due guardie di sicurezza. Mentre venne scortata fuori, Vickie incontrò nel backstage di Dolph Ziggler, che negò di conoscerla. Il 28 gennaio 2018, partecipa alla Royal Rumble femminile entrando con il numero 16 e venendo eliminata dal gruppo composto da Becky Lynch, Michelle McCool, Ruby Riott e Sasha Banks. In seguito, attacca Carmella, che entrò al numero 17, colpendola con la sua valigetta del Money in the Bank.

### All Elite Wrestling (2020–2023)
L'11 dicembre 2019, è apparsa come commentatore ospite per la All Elite Wrestling, nell'episodio dell'AEW Dark trasmesso l'11 dicembre 2019 su YouTube. Il 15 luglio 2020, a Fight for the Fallen, la Guerrero è stata annunciata come manager di Nyla Rose. Nella puntata di AEW Dynamite del 18 novembre 2020, Guerrero e Rose hanno impedito interferenze mentre Jade Cargill rompeva il braccio del Chief Brand Officer di AEW Brandi Rhodes.
Nel febbraio 2023, è stato rivelato che Vickie e la dirigenza della AEW hanno raggiunto un accordo secondo cui il contratto di Vickie non sarebbe stato rinnovato una volta scaduto. Il 6 aprile 2023, la pagina del roster di Vickie è stata rimossa dal sito web della AEW.

## Vita privata
Ha sposato il wrestler Eddie Guerrero il 24 aprile 1990 e ha 2 figlie: Shaul Marie nata il 14 ottobre 1990, anch'ella wrestler e Sherilyn Amber nata l'8 giugno 1995.
Nel 2014, dopo aver abbandonato la WWE, ha studiato amministrazione medica.
Il 18 giugno 2014 annuncia il fidanzamento con Kris Benson, che ha sposato il 12 settembre 2015.

## Personaggio

### Mosse finali
- Cougar Splash (Frog splash)

### Wrestler assistiti
- Chavo Guerrero
- Dolph Ziggler
- Edge
- Big Show
- Eric Escobar
- Jack Swagger
- Kaitlyn
- Layla El
- Michelle McCool

### Soprannomi
- The Cougar
- Queen Diva[11]

### Musiche d'ingresso
- We Lie, We Cheat, We Steal di Jim Johnston[12]

## Titoli e riconoscimenti
- World Wrestling Entertainment (WWE)
  - Slammy Awards (2)
    - Couple of the Year (2008) – con Edge
    - LOL! Moment of the Year (2012) – con The Rock
- Wrestling Observer Newsletter
  - Best Non-Wrestler (2009, 2010)[13]